# Ingvar Jónsson
Pour les articles homonymes, voir Jónsson.
Ingvar Jónsson, né le 18 octobre 1989, est un footballeur islandais. Il joue au poste de gardien de but au Víkingur Reykjavik.

## Biographie

### En club
Il commence sa carrière en 2010 dans le modeste club de Njarðvík, alors en 1. deild karla, la seconde division islandaise. Il dispute vingt matchs mais ne peut empêcher son club de terminer à la dernière place, synonyme de descente en troisième division.
Ingvar ne restera cependant pas longtemps sur les côtes du Suðurnes, puisqu'il est transféré dès 2011 à Stjarnan, où il s'impose rapidement. Il contribue ainsi au bon classement du club en 2014 (2e en Úrvalsdeild).
Titulaire des cages de Stjarnan, Ingvar Jónsson prend naturellement part à la belle épopée européenne du club islandais en 2014. Déjouant les pronostics, les insulaires parviennent à atteindre le stade des barrages de la Ligue Europa. Le tirage au sort les oppose au grand Inter Milan, qui l'emporte 9-0 sur l'ensemble des matchs aller-retour. Le parcours de Stjarnan reste néanmoins un record pour les clubs islandais, aucun n'ayant réussi à arriver en barrages après avoir franchi trois tours de qualifications auparavant. Ingvar Jónsson dispute l'ensemble de ces matchs européens.
Au début d'octobre 2014, il fête le tout premier titre de champion de l'histoire du club. Grâce à un but victorieux d'Ólafur Karl Finsen à la dernière minute du dernier match de la saison, joué face au FH alors en tête, le club de Garðabær remporte en effet l'Urvalsdeild 2014, terminant par ailleurs invaincu.
Au terme de cette saison, Ingvar est nommé joueur de l'année en Islande. Dans la foulée, il s'engage avec le club norvégien de l'IK Start, basé à Kristiansand.

### En équipe nationale
Jónsson est appelé à trois reprises chez les U19 islandais, et obtient même une sélection Espoir en 2008. Depuis, il est régulièrement convoqué par Lars Lagerbäck chez les A. En novembre 2014, lors d'un match amical face à la Belgique perdu 3 buts à 1, Ingvar remplace Ögmundur Kristinsson à la mi-temps et décroche sa première cape. Jonsson est par la suite sélectionné par l'entraîneur Lars Lagerback pour faire partie des 23 joueurs participant à l'Euro 2016. Lors du tournoi en France, il participe à la compétition avec son équipe nationale, l'aventure s'arrête en quart de finale lorsque l'Islande perd contre l'équipe de France (2-5).

## Palmarès
- Stjarnan
  - Champion d'Islande en 2014